# Emmanuel Izonritei
Emmanuel Izonritei (31 ottobre 1978) è un pugile nigeriano.
Partecipò ai Giochi olimpici del 2004 per la Nigeria, dove ha perso contro il pugile siriano Nasser Al-Shami, che alla fine vinse la medaglia di bronzo. Nel 2003, ha vinto la medaglia d'oro contro Mohamed El Sayed ai Giochi panafricani di Abuja del 2003. Suo fratello David Izonritei ha vinto la medaglia d'argento ai Giochi olimpici del 1992.